# Église Sainte-Céronne de Sainte-Céronne-lès-Mortagne
L'église Sainte-Céronne est une église catholique située à Sainte-Céronne-lès-Mortagne, en France.

## Localisation
L'église est située dans le département français de l'Orne, sur le territoire de la commune de Sainte-Céronne-lès-Mortagne.

## Historique
L'édifice est classé au titre des monuments historiques en 1975.
Un ensemble maître-autel-tabernacle-retable des XVIIe et XVIIIe siècles est classé à titre d'objet.
Elle fut bâtie sur le mont Romigny, à l’emplacement même de l’oratoire, où fut inhumée sainte Céronne, évangélisatrice du  Perche. Ayant été conçue pour servir de châsse au tombeau de la sainte, elle n’est pas « orientée », ce qui lui valut l’épithète irrévérencieuse de « Sainte-Céronne la mal tournée ». Elle fut le premier monastère de moniales du Perche. 
Elle est d’une structure très simple, construite sur le plan d'une basilique romaine : une nef unique terminée en abside ronde, éclairée de fenêtres. La muraille, où l’on retrouve au midi l’appareil de fougères, est surmontée d’une corniche à tore simple, épaulée de contreforts plus puissants qui ont été rajoutés au côté nord pour assurer la solidité de l’église gravement compromise par le glissement des terres entraînées peu à peu dans le ravin profond creusé à quelques mètres de la muraille. La haute tour, étayée de contreforts romans sans ressauts, se termine par un toit en bâtière, percé de fenêtres-lucarnes ajoutées à la Renaissance. Le portail extérieur construit en grison et celui qui donne immédiatement entrée à l’église, sont décorés d’archivoltes originales avec rudentures, billettes et tous les motifs d’ornementation du XIIe siècle.

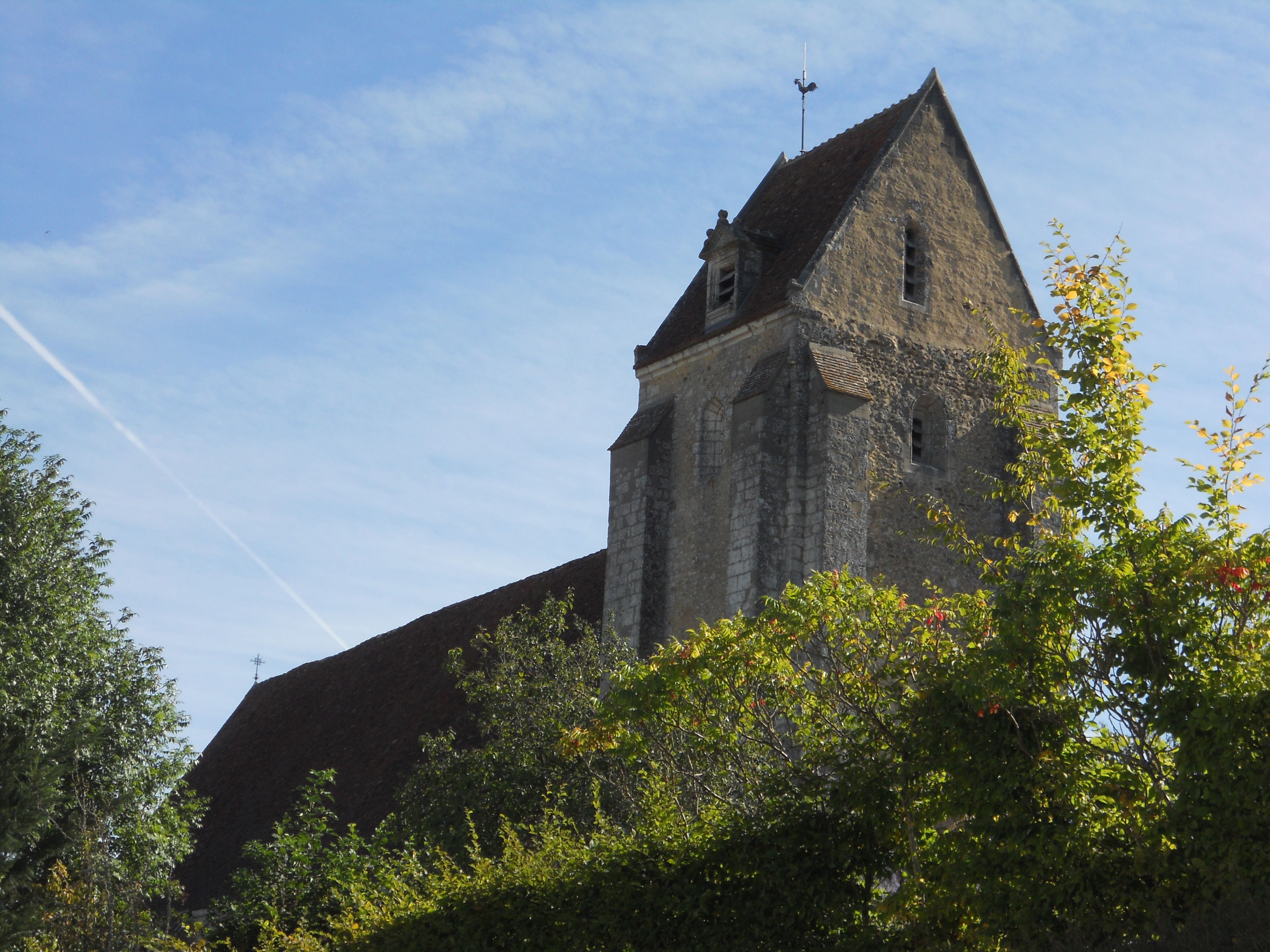
L'église vue du bourg.
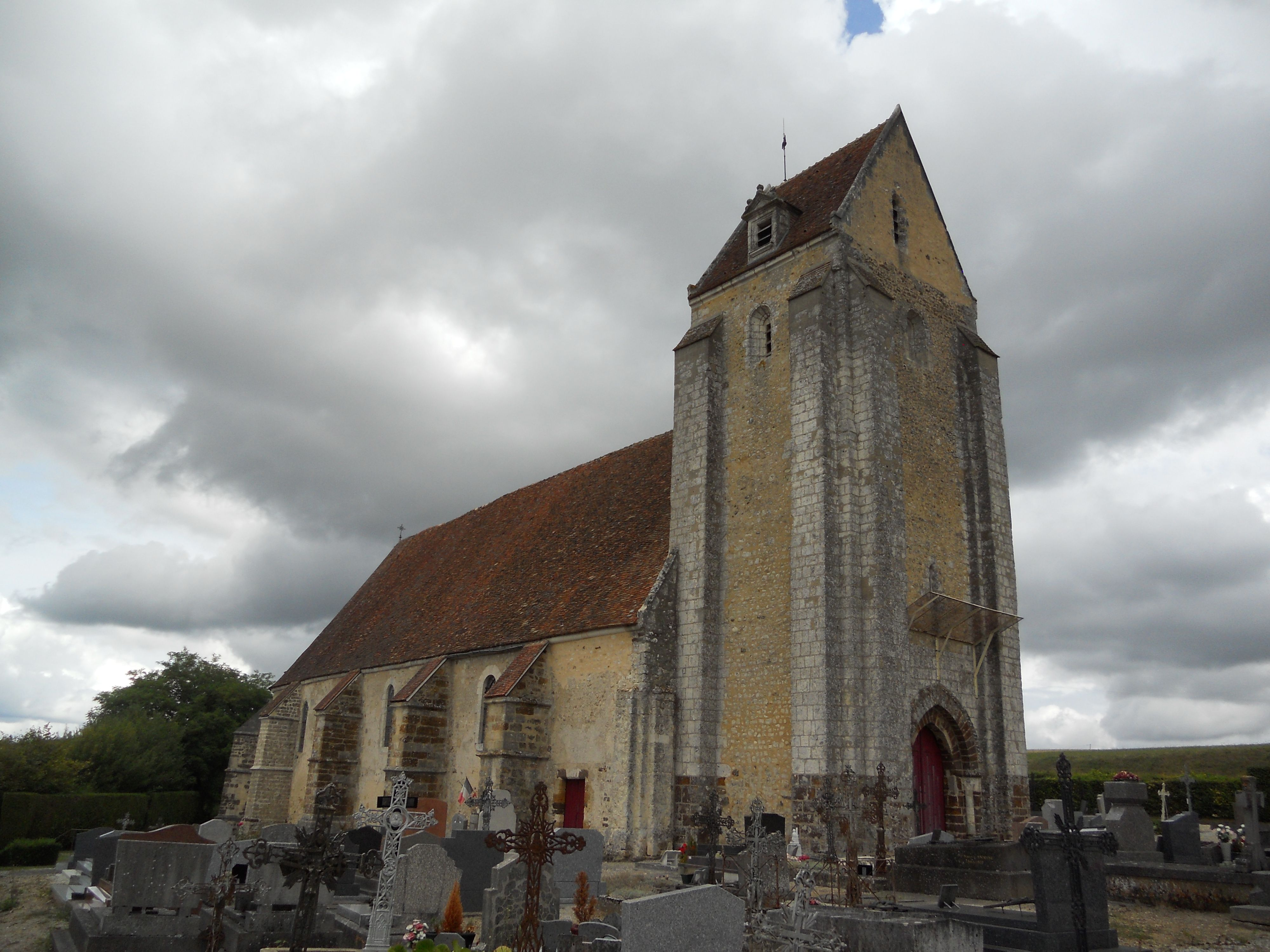
L'église vue du cimetière.
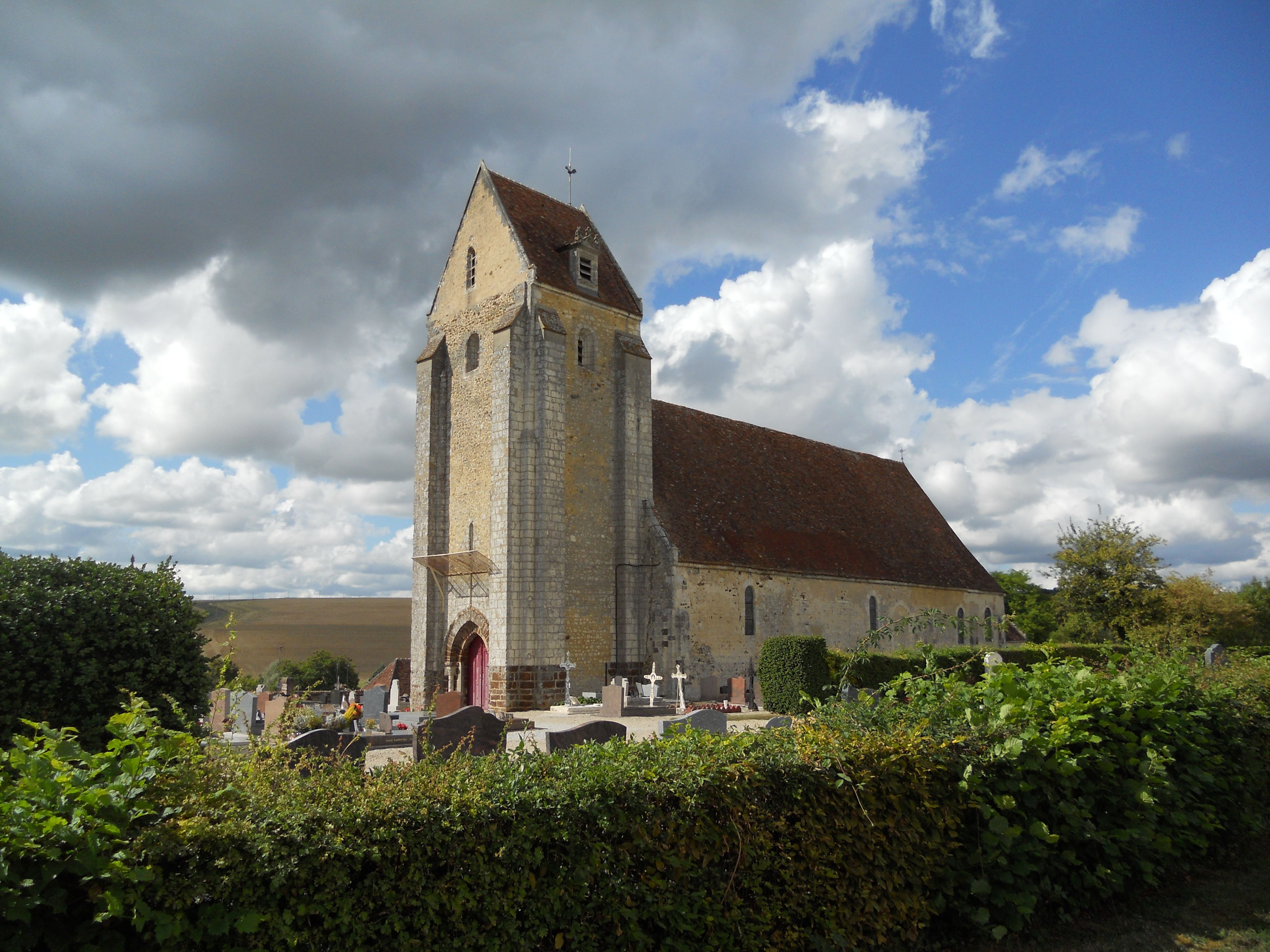
L'église vue du parking.
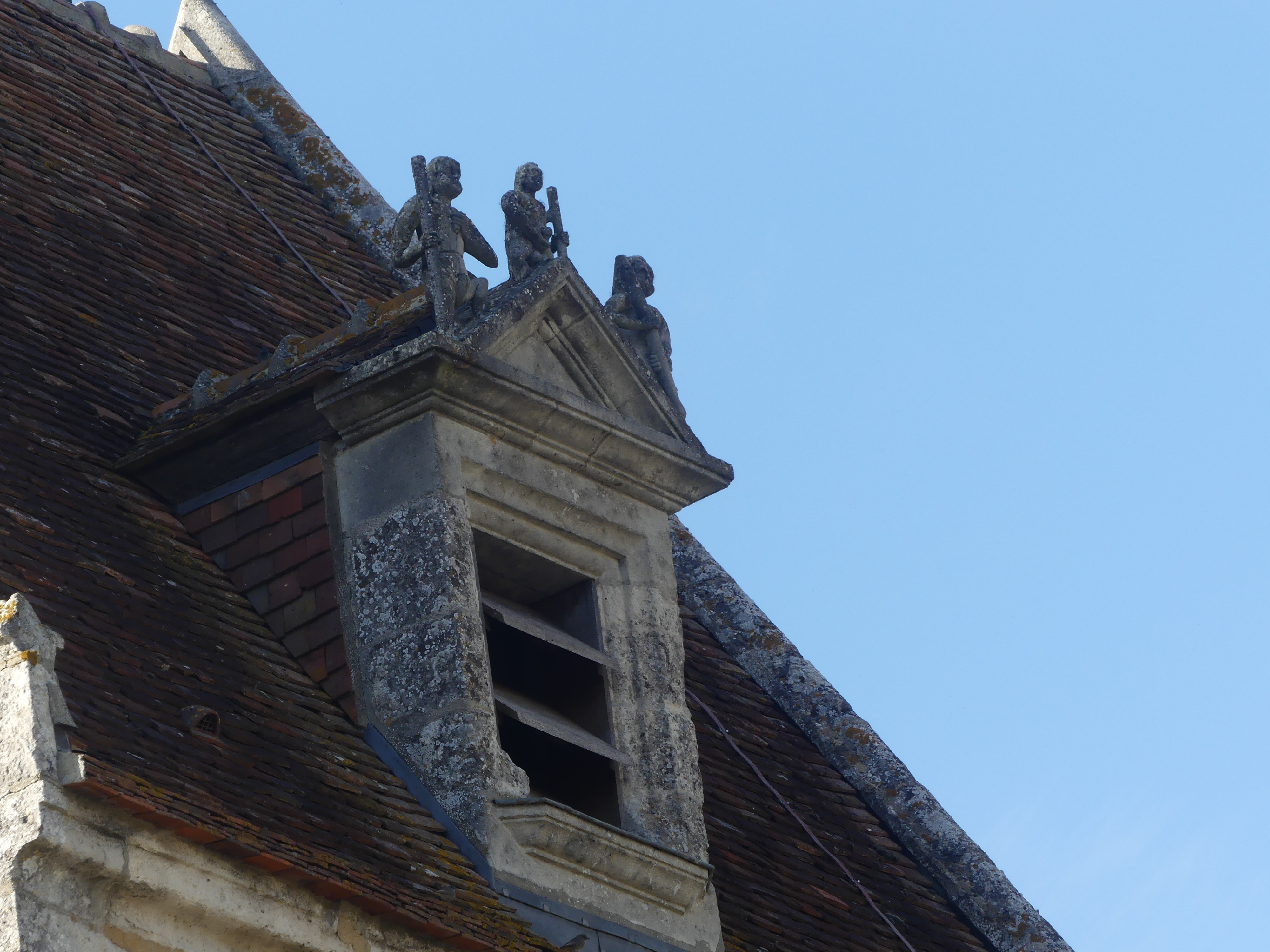
Fenêtre lucarne du clocher en bâtière.